# Dilución en serie
Una dilución en serie es la reducción progresiva, paso a paso, de la concentración de una sustancia en disolución. Por lo general, el factor de dilución en cada paso es constante, lo que da como resultado una progresión geométrica de la concentración, en forma logarítmica. Las diluciones en serie se utilizan para crear disoluciones muy diluidas con precisión, así como disoluciones para experimentos en los que se pretenda estudiar curvas de concentración con una escala logarítmica. Las diluciones en serie son ampliamente utilizadas en las ciencias experimentales, incluyendo bioquímica, química, farmacología, microbiología y física.

## Razón de dilución
La razón del volumen de la solución original y el volumen de solvente usado se llama razón de dilución.
Por ejemplo: una dilución 1:2 se interpreta que por cada volumen de solución se añaden dos volúmenes de solvente.

## Factor de dilución
Corresponde a la razón entre el volumen de la solución preparada (diluida) y el volumen de la solución original (concentrada).
Como la cantidad de soluto permanece constante durante la dilución también equivale a la razón entre la concentración de la solución original y la concentración de la solución preparada (diluida).

## Relación razón - factor de dilución
Si se interpreta la razón de dilución como a:b , entonces el factor de dilución correspondiente será (asumiendo volúmenes aditivos) a/(a+b).
así una razón 1:1 corresponde a un factor 1/(1+1) = 1/2 o 0,5. Una razón 1:4 corresponde a un factor 1/(1+4) = 1/5 o 0,2
Análogamente se puede obtener la razón a partir del factor de dilución, si f = a/(a+b) entonces b = ((-a*f)+a)/f, si se asume el antecedente a = 1 se puede obtener el consecuente.

### Ejemplo de factor de dilución
Cuando un volumen de una solución A de concentración 0,1 M se diluye con un volumen de agua destilada, haciendo un total de 2 volúmenes de solución diluida, se habla de una dilución con razón 1:1 o factor 1:2 (también expresada como ½), y la concentración B teórica así lograda es 0,05 M. 
Si la dilución buscada tiene una razón 1:9 o factor 1:10, se tomaría un volumen de la solución 0,1 M y se añadirían 9 volúmenes de disolvente, con lo que la concentración teórica lograda sería 0,01 M.
En las diluciones en serie es fácil usar factores de dilución muy grandes como 1/1000 o 1/10 000, que se hacen mediante sucesivas diluciones consecutivas de factor 1/10.

## Progresión de las concentraciones
Una dilución decimal es llamada dilución logarítmica o log-dilución. En cada etapa, se toma una parte de la disolución anterior y se le añaden nueve volúmenes de agua. Una dilución en serie de este tipo, podría hacer que las concentraciones sucesivas fuesen 1 M; 0,1 M; 0,01 M; 0,001 M, y así sucesivamente. Una dilución al doble de volumen (dilución doble) se denomina a veces dilución semilogarítmica o dilución en factor de 2. Una dilución al cuádruple de volumen se denomina dilución cuarto-logarítmica o dilución cuarto-log.

## Sistema de dilución

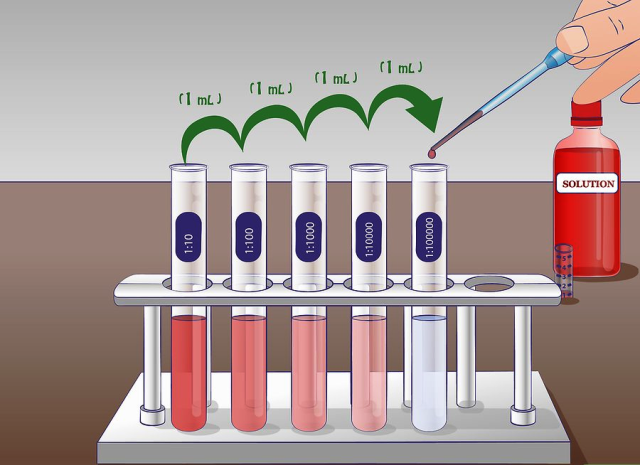
Dilución en serie logarítmica

Para una dilución en serie logarítmica, usando un factor de dilución de diez, los viales se llenan de 1 ml de disolvente y 0,111 ml de solución se transfieren en serie de cada tubo o vial al siguiente, con homogeneización de la mezcla después de cada paso de dilución. Para una dilución en serie semilogarítmica, se transfieren 0,462 ml de solución; y para una dilución en serie con factor de dilución 4, se transfieren 1,285 ml de un vial al siguiente, en cada paso.
La fórmula general para calcular los volúmenes que se transfieren es: Volumen = Volumen transferido precargado/ (factor de dilución - 1) 
Para una dilución de factor 10, comenzando con una concentración 1 molar, en el segundo tubo tendríamos una concentración 0,1M, y así sucesivamente.
{\displaystyle {\frac {1{\mbox{ M}}\cdot 1{\mbox{ L}}}{1{\mbox{ L}}+9{\mbox{ L}}}}={\frac {1}{10}}{\mbox{ M}}{\frac {\mbox{L}}{\mbox{L}}}=0,1{\mbox{ M}}}

## En biología y medicina
En biología y medicina, además de los usos más convencionales, descritos anteriormente, la dilución seriada también se puede utilizar para reducir la concentración de microorganismos o células de una muestra. Como, por ejemplo, el número de colonias de bacterias que crecen en una placa de Petri en un momento dado depende de la concentración, y dado que muchas otras técnicas de diagnóstico implican contar físicamente el número de microorganismos o células en ciertas áreas impresas dentro de una rejilla (comparando las concentraciones de dos tipos de células o microorganismos en la muestra) o en cavidades de un volumen determinado (para concentraciones absolutas), la dilución puede ser útil para obtener resultados más manejables o para tener un número definido de colonias de cultivo en cada placa. La dilución en serie es también un método más barato y más sencillo para preparar los cultivos de una sola célula que el empleo de pinzas ópticas y micromanipuladores.